# Laives (Saône-et-Loire)
Laives é uma comuna francesa na região administrativa de Borgonha-Franco-Condado, no departamento de Saône-et-Loire. Estende-se por uma área de 12,62 km². Em 2010 a comuna tinha 1 043 habitantes (densidade: 82,6 hab./km²).